# 換気扇

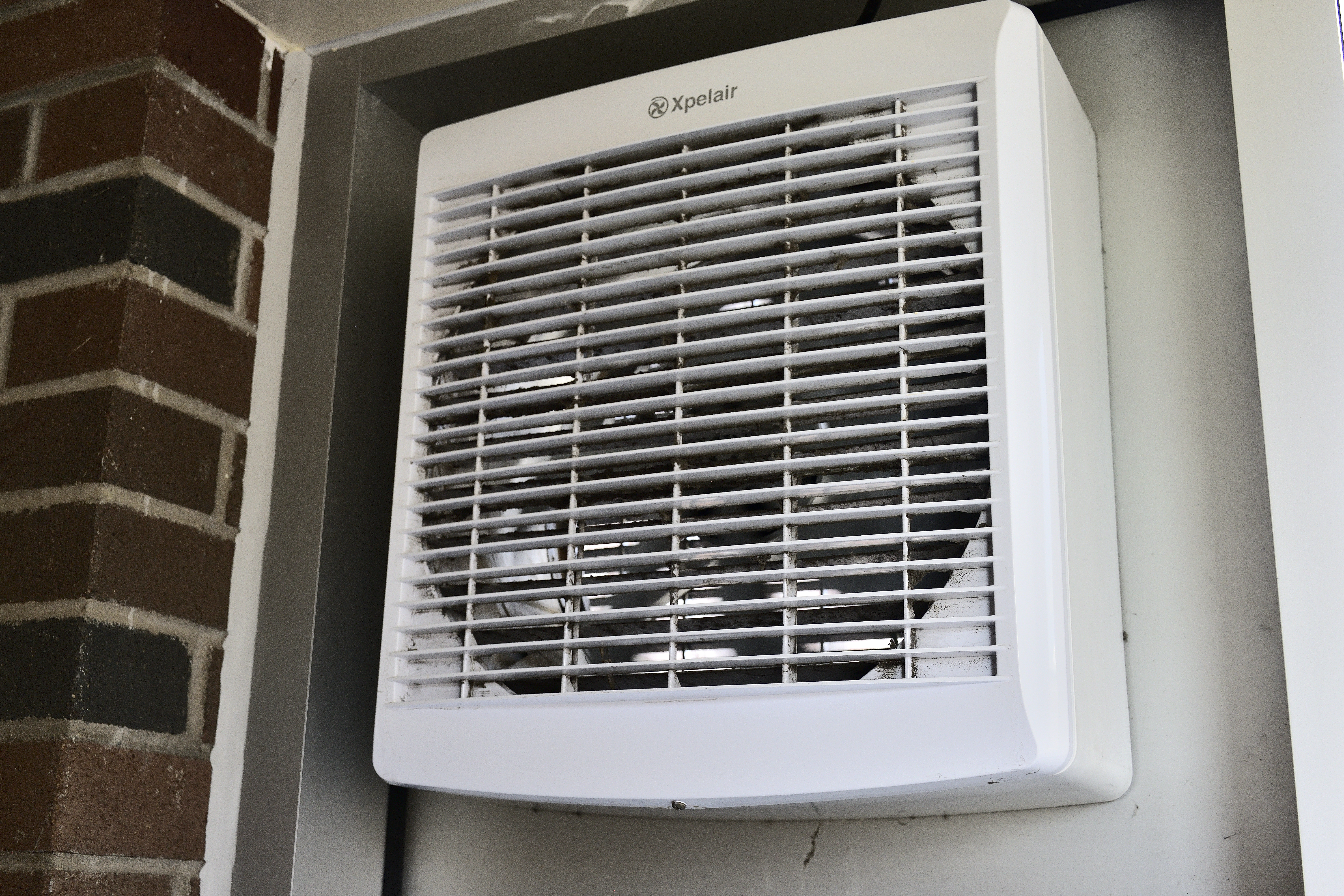
屋内設置の換気扇

換気扇（かんきせん）とは、室内の空気の排出・排煙又は室外の空気との入れ替え（換気）をファンにより強制的に行う電気機器である。モーターによりプロペラなどを回転させて空気の流れを発生させる。窓や壁の上方に設置されることが多く、火気、水分などを用いる場所には、ダクトとともに設置されることが多い。
建物の天井裏、床下などのカビや結露を防ぐために換気扇が用いられることがある。また、においのこもりやすいトイレにも設置されることがある（臭気を排出するためのものは脱臭扇ともいう）。フィルター、光触媒などにより空気の清浄機能を付加した製品も見られる。
日本では家庭用品品質表示法の適用対象となっており電気機械器具品質表示規程に定めがある。また、換気扇等の機械換気設備は、建築基準法によって、原則として全ての建築物への設置が義務付けられている。
なお、工場内で換気が必要とされる作業工程においては、換気扇の電源を入れなければその作業のための機械が始動できないインターロックとなっている場合が多い。

## 種類

### 羽根による分類
軸流ファン（プロペラファン）
風量を必要とする場合に用いられる。熱気や煙、ニオイを効率よく外に排出することができる。
遠心ファン
- シロッコファン: 小形で高静圧を必要とされる場合に用いられる。
- ターボファン: 風量や、効率を求められる場合に用いられる。

横流ファン（ラインファン）
静かで幅広い風を要求される場合に用いられる。
混流ファン（斜流ファン）
プロペラファンにひねりを加えて静圧をあげたもの。

### 形状による分類
一般換気扇
四角形の筐体にファンを取り付けた形式のものが多く用いられている。電源スイッチとシャッターが連動しており、使用しない時にはシャッターを閉めて外気を遮断する「連動式」と、電気的に開閉する「電気式」、換気の風圧で開閉する「風圧式」がある。また、連動式の中にもひもを引くことにより風量を2段階に調節できる「速調付」や、ひもを引っ張ることにより吸気を行うこともできる「吸排式」もある。最近では、住宅の高気密化に伴いより強力なレンジフード（後述）が使われることが多く、大きな静圧が得られない一般換気扇が使われることは少なくなった。しかし、高気密化住宅に強力なレンジフードを設置しただけでは、室内への吸気が間に合わず排煙効率が悪化したり、負圧でドアが開かなくなったり、空調された空気を排気する事で空調の効率が低下したりするなどの問題がある。それを防ぐため、吸気口の間近で外気を取り入れる「同時給排式」や、それに加えて、隣家への臭気対策、ダクトや壁の排気口を廃止して配管コストや壁強度の問題を解決する「循環式」のレンジフードも存在する。ただし循環式は、外気との入れ替えをせず室内の空気を濾過・消煙・消臭して循環させるため、オール電化住宅向けであり、燃焼で二酸化炭素を出すガスコンロでは使えない。
窓用換気扇
小型の窓に取り付けるための枠が付いている換気扇。窓用エアコンと同じく、本体と枠を窓に取り付け、空いた隙間に付属の板を取り付けて、利用するときは換気扇のある部分の窓を開けて使用する。羽根の大きさは重量の制限から15 - 25cm程度であり、台所用としてもリビング用としても利用される。トイレの窓に取り付ける超小型のものも市販されている。窓と干渉するため、背面のシャッターは無いのが普通である。しかし羽根の前面(室内側)にシャッターを搭載した機種も存在する。2つのファン（原動機は独立している）が吸排気を行うタイプもあり、リモコンもしくは引紐で操作するレジスタータイプも一部メーカーより製造販売されている。
空調換気扇
熱交換素子によって排気と給気の熱を交換しながら同時給排し、給気を室温に近づけながら換気する（熱交換率約70%）。
ダクト用換気扇
外気に面していない部屋（例えば浴室やトイレ、マンションの台所など）で天井裏に通したダクトを使って換気する方式の換気扇。ダクト排気で静圧が高いファンを必要とし、シロッコファンが主に用いられる。昭和43年から集合住宅向けで発売されている。　メーカーによって「ダクト用」であったり、「天井埋込型（天埋型）」などと表現されるが、基本的に同じ物である。
パイプ用ファン（換気扇）
トイレなどの小空間で主に使用される、小型換気扇。名前から想像できる様に、壁や天井に埋込んだパイプに差し込んで使用する。主にプロペラファンやターボファンが使われ、トイレ洗面ならば100mmパイプ用が、浴室など若干広めの空間に使用出来るタイプは150mm用が多い。最近では湿気・人感などのセンサー付が増え、24時間換気にも対応する機種もラインナップされている。
還流ファン（ダクト用換気扇の一種）
天井面と室外を結ぶダクトに取り付けられる換気扇。天井面に垂直な方向の流れの排気と天井面に沿った流れの吸気を同時に行い、室内に循環流を発生させて効率よく換気を行う。
有圧換気扇
主に工場や倉庫、飲食店の厨房などで利用される換気扇で、羽根は非常に大きく枚数が3 - 4枚の金属製で角度がついており、シャッターやスイッチがない。なお、シャッターは別売されている。ほとんどの製品は通風孔には埋め込まず壁で固定する。そのため電動機や羽根など、本体がすべて内側に納まるようになっており、通風孔の形状を選ぶ必要がない。また、有圧換気扇にも一般型換気扇のようにデザイン性を持ち合わせたものも存在する。主に飲食店の店内で使用される。

### 利用環境による分類

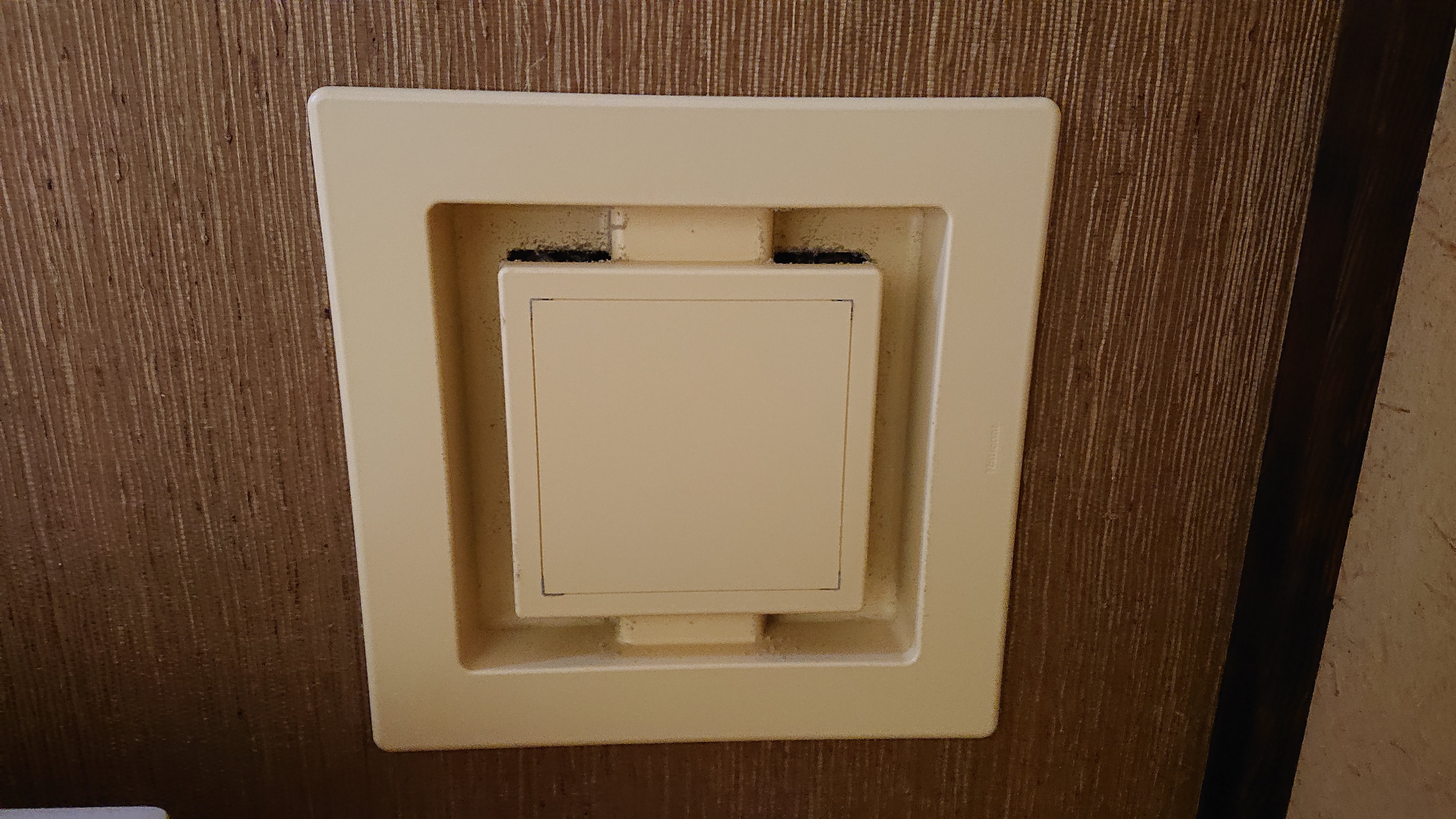
天井埋め込み型の換気扇

台所用換気扇
台所の調理中に出る煙などを外に排出するための換気扇。風量が必要であるため、一般換気扇が用いられる。また、油汚れなどから羽根や筐体・シャッター等を汚さないようにするためのフィルターが市販されており、フィルターを内蔵した製品や、羽根を油汚れを落としやすい素材にしたものも発売されている。付着した油が滴下するのを防ぐため、下部に油受け皿を装備したものが多い。煙の拡散を防ぐため、フードを設置してその中に設置するのが一般的であるが、フードと一体になったタイプもあり、レンジフードファンと呼ばれることも多い。
殆どのレンジフードには手元を照らすLED照明が付いているが、照明スイッチは「レンジフードファン入/切連動式」と「レンジフードファンスイッチとは独立した照明単独スイッチ式（レンジフードファンが停まっても照明は点いたままとなる）」の二通りある（前者の場合、レンジフード本体の主電源「切」に合わせて照明も「切」となるので消し忘れを防げる）。
リビング用換気扇
リビングのタバコの煙などを外に排出するための換気扇。おもに一般換気扇や空調換気扇を用いるが、羽根が見えないように格子を加えたものや、静寂性のため速度が数段階ある製品が多い。また、羽根を逆回転させて給気もできるようにした製品も存在する。
浴室用換気扇
浴室の多湿環境に対応した換気扇。漏電を防止するため電動機やスイッチ等の回路が十分に絶縁保護されており、アース線を設けることが推奨されている。一般換気扇が多いが、空調換気扇や、暖房機能、洗濯物の乾燥機能を備えたものも存在する。家庭用としては羽根の直径が12 - 20cm程度の小型のもので、同時に吸気穴を設けた製品が多い。
ルーフファン
主に工場や倉庫、学校の体育館の屋根に設置される換気扇で、壁に設置した送風機では換気できない面積が非常に大きな建物や発熱等が多く大風量を必要とする建物で用いられる。